# Bujar Asqeriu
Bujar Asqeriu (ur. 13 sierpnia 1956 we Wlorze) – albański aktor.

## Życiorys
W 1979 ukończył studia na Wydziale Sztuk Scenicznych Instytucie Sztuk w Tiranie. Po studiach rozpoczął pracę w teatrze im. Petro Marko we Wlorze. W 1996 przeszedł do zespołu Teatru Ludowego (alb. Teatri Popullor).
Karierę filmową rozpoczął w 1979, jeszcze w okresie studiów, występując w roli Fatosa w filmie Ne shtëpine tone. Wystąpił w 16 filmach fabularnych. Za rolę Telo w filmie Njeriu i mire otrzymał nagrodę na V Festiwalu Filmów Albańskich w Tiranie. Kolejną nagrodą uhonorowano go na VI Festiwalu Filmów Albańskich za rolę Avniego Rustemiego w filmie Nje emer midis njerëzve. Został wyróżniony tytułem Artist i Merituar (Zasłużonego Artysty). W kwietniu 2016 został uhonorowany tytułem Mjeshtër i madh (Wielkiego mistrza). W 2017 występował na scenie Teatru Metropol w Tiranie w komedii Gjeneral & Playboy. 
W 2018 wziął aktywny udział w protestach przeciwko zburzeniu budynku Teatru Narodowego w Tiranie.
Żonaty (żona Irena jest nauczycielką), ma dwóch synów.

## Role filmowe
- 1979: Ne shtëpine tone jako Fatos
- 1979: Radiostacja jako Sherif
- 1979: Liri a vdekje jako Muzaka
- 1979: Vellezer dhe shoke jako kierowca
- 1981: Ne prag te lirisë jako Qemal Orhanaj
- 1982: Dite te qytetit time (film telewizyjny)
- 1982: Njeriu i mire jako Telo
- 1983: Nje emer midis njerëzve jako Avni Rustemi
- 1986: Tre dite nga nje jete jako reżyser, przyjaciel Sandriego
- 1987: Telefoni i nje mengjesi jako Astrit
- 1987: Ne emer te lirise jako kpt Grunt
- 1988: Misioni pertej detit jako Andrea
- 1991: Prindёr tё vegjёl jako malarz Ilir
- 1990: Jeta ne duart e tjetrit jako Spiro
- 2000: Deshperimisht jako Sokrat
- 2003: Lettere al vento jako Gon Doji
- 2004: Vals jako Cygan
- 2005: Trapi i vjeter jako deputowany
- 2008: Sekretet jako dyrektor szpitala
- 2020: I love Tropoja
- 2023: Policë për kokë
- 2024: Guxim jako Durim